# 마쓰다이라 사다노부 (1759년)

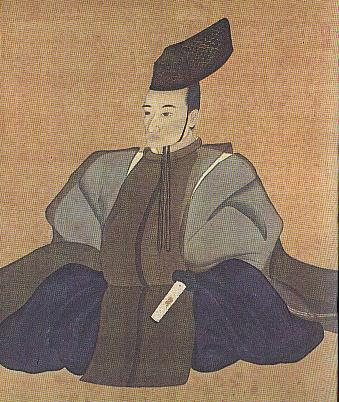
마쓰다이라 사다노부

마쓰다이라 사다노부(일본어: 松平定信, 1759년 1월 15일 ~ 1829년 6월 14일)는 에도 시대 중기의 다이묘이다. 무쓰 시라카와번 제3대 번주를 지냈다. 에도 막부에선 노중을 맡았다. 사다쓰나계 히사마쓰 마쓰다이라가(定綱系久松松平家) 제9대 당주. 아명은 가시코마루(賢丸).

## 생애
친조부는 에도 막부 제8대 쇼군 도쿠가와 요시무네이며 친부는 다야스 도쿠가와가의 당주 다야스 무네타케이다. 어릴적부터 총명함을 발휘해 병약하고 범용한 친형 하루사토 대신 다야스가의 후계자로 지목되기도 하였고, 제10대 쇼군 도쿠가와 이에하루의 후계자 물망에 오르기도 했다. 하지만 사다노부는 당시의 실권자 다누마 오키쓰구의 정치를 '뇌물 정치'라고 비판하였고, 다누마의 권세를 두려워한 히토쓰바시 도쿠가와가의 당주 히토쓰바시 하루사다에 의해 1774년 시라카와번주 마쓰다이라 사다쿠니의 데릴사위로 들어가게 되었다.
덴메이 대기근이 한창이던 1783년에 시라카와 번주가 되었다. 기근으로 고통받는 영지의 백성들을 구휼하기 위해 일단 자신부터 솔선수범하여 검약에 힘썼고, 백성에 대한 식량 구호 대책을 신속히 수립하여 시라카와 번에서는 기근으로 인한 아사자가 나오지 않았다. 이는 도호쿠 지방에서 대기근의 피해가 심했던 것에 비해 예외적인 상황이었다. 또한 서민들을 위한 학교를 설립하여 민중에 학문을 권장했다. 정치 수완을 인정받은 사다노부는 1786년에 도쿠가와 이에하루가 사망하고 다누마 오키쓰구가 실각하자 1787년에 고산케의 추천을 받아 어린 신임 쇼군 도쿠가와 이에나리의 보좌역 겸 로주 수좌를 맡게 되었다. 그는 막부로부터 다누마 일파를 몰아내고 쇼군 요시무네의 교호 개혁을 모범으로 삼아 간세이 개혁을 추진하여 막부의 재건을 꾀하였다.
사다노부는 전임 다누마 정권이 중상주의 정책과 이권 뇌물 정치를 편 것에 반해, 주자학에 기반을 둔 중농주의에 입각하여, 기근 대책, 검약령, 뇌물 인사 폐지, 하타모토에 대한 문무 장려 등을 시행하여 일련의 성과를 거두었다. 하지만 개혁 자체는 형식적인 부분이 많았으며 근본적 문제 해결에서는 어려움을 겪었다. 처사횡단의 금령을 내려 하야시 시헤이 등의 여론 선동을 금지했고, 간세이 이학 금령을 통해 주자학을 정학(正學)으로 삼고 난학을 단속했다. 다이코쿠야 고타유 등 일본인 표류민들을 반환하면서 일본과의 통상을 요구한 러시아의 아담 락스만에 대해서는 한정적인 통상을 시사하고, 그동안 금지되었던 표류민 수용을 용인하였으나, 대신 에도만을 비롯한 해상의 방비 강화에 힘썼다. 또한 조선통신사의 규모도 축소했다.
대정위임론을 펴서 조정의 권위를 막부에 이용하려 했던 사다노부는, 고카쿠 천황이 친부에게 태상천황의 칭호를 올리려는 것에 대해 주자학에 입각하여 반대하였고, 이 존호 사건을 계기로 아버지 히토쓰바시 하루사다에게 오고쇼의 존호를 올리려던 쇼군 이에나리와 대립하였고, 결국 1793년, 해상 방어를 위해 출장중일 때 사직 명령을 받았다. 사다노부는 이때 은퇴하였지만 마쓰다이라 노부아키라, 마키노 다다키요 등 사다노부파 로주들은 그대로 유임되어 사다노부의 정책을 계승했다. 실각한 사다노부는 시라카와 번 경영에 전념했고, 산지가 많아 실제 수입이 적은 번 재정을 개선하기 위해 말 생산을 장려하였고, 민정에 진력하여 명군으로 이름을 떨쳤다. 하지만 1810년, 로주 재임 당시에 계획한 에도 만 경비가 실시되면서 그 최초의 주둔 임무가 주창자인 사다노부가 있는 시라카와 번에 내려졌고, 이로 인해 재정적 타격을 입게 되었다.
1812년, 가문을 장남 사다나가에게 계승하게 하고 은퇴했지만, 번의 실권은 여전히 쥐고 있었다. 사다나가 재임 때 히사마쓰 마쓰다이라가의 옛 영지인 구와나번으로 영지를 바꾸게 된 것도 사다노부의 요청에 의한 것이었다고도 한다. 1829년, 72세의 나이로 사망하였다.

## 같이 보기
- 다니 분초
- 호시나 마사유키
- 메이와 대화재

| 전임 마쓰다이라 사다쿠니 | 제3대 시라카와번 번주 (히사마쓰 마쓰다이라가) 1783년 ~ 1812년 | 후임 마쓰다이라 사다나가 |